# بندرملو
بندرملو، روستایی در دهستان مغویه بخش مرکزی شهرستان بندر لنگه در استان هرمزگان ایران است. این روستا در 23 کیلومتری غرب بندرلنگه قرار دارد.دین مردم اسلام و پیرو مذهب شافعی هستند. نام قدیمی آن ام لؤلؤ ( مادر مروارید) است.

## جمعیت
بر پایه سرشماری عمومی نفوس و مسکن در سال ۱۳۹۵، جمعیت این روستا برابر با ۶۶۷ نفر (۱۷۵ خانوار) بوده‌است.